# Ксереб, Альфред
Альфред Ксереб (нем. Alfred Xuereb; род. 14 октября 1958, Виктория, Мальта) — мальтийский куриальный прелат и ватиканский дипломат. Личный секретарь Папы римского Франциска с 18 марта 2013 по 2 марта 2014. Генеральный секретарь Секретариата по делам экономики с 3 марта 2014 по 26 февраля 2018. Титулярный архиепископ Амантеи с 26 февраля 2018. Апостольский нунций в Корее и Монголии с 26 февраля 2018 по 8 декабря 2023. Апостольский нунций в Марокко с 8 декабря 2023.  